# ŽNK Zagreb 041
ŽNK Zagreb 041 ženski je nogometni klub iz Zagreba.

## Povijest
Ženski nogometni klub ŽNK Zagreb 041 osnovan je 2016. godine u Zagrebu.

## Vanjske poveznice
- ŽNK Zagreb 041  Arhivirana inačica izvorne stranice od 23. travnja 2018. (Wayback Machine)